# Flavius Philagrius
Flavius Philagrius ou Flavius Eparchius, né à Nysse, en Cappadoce, vers 295 et mort en 350, fut un homme politique de l'Empire romain, probablement d'origine grecque. Il est un préfet d'Égypte entre 337 et 340, sauf quelques mois en 338 (préfecture éphémère de Flavius Antonius Theodorus).

## Biographie
Il est un sympathisant notoire des Ariens et ennemi acharné du Patriarche Athanase d'Alexandrie. 
Il fut préfet d'Égypte entre 335 et 337 et entre 338 et 340. Les textes grecs nomment cet office Ẻπαρχος (Éparkhos, plus précisément Éparkhos Aigyptiou). Lors de cette magistrature, sur ordre ou par conviction, il soutint le nouvel évêque d'Alexandrie Grégoire de Cappadoce, remplaçant d'Athanase lors de son second exil.
Il continue de défendre les disciples d'Arius, même après la fin de sa préfecture d'Égypte, comme le montre son intrusion armée en marge du Concile de Sardique, en 347. Lors de ce dernier événement, il est comte en Thrace.
Il est mort en 350. À cette époque, il aurait été vicaire de Pontique. Toutefois cette dernière fonction pourrait avoir été tenue par un homonyme.

## Descendance
Père de Flavius Eparchius Philagrius, comte d'Orient puis évêque de Chypre (382) et grand-père de Flavius Julius Agricola, préfet du prétoire des Gaules (416) et consul (421). À ce titre, il est l'arrière-grand-père d'Eparchus Avitus, empereur d'Occident en 455.